# سنت-لاکتنسین
سنت-لاکتنسین (به فرانسوی: Saint-Lactencin) یک کمون در فرانسه است که در اندر واقع شده‌است. سنت-لاکتنسین ۳۲٫۲ کیلومتر مربع مساحت و ۴۰۲ نفر جمعیت دارد و ۱۵۰ متر بالاتر از سطح دریا واقع شده‌است.